# 藤原良信
藤原 良信（ふじわら よしのぶ、1951年8月13日 - ）は、日本の政治家。
参議院議員（1期）、岩手県議会議員（5期）を歴任。

## 来歴

### 生い立ち
岩手県大船渡市生まれ。実家は農業を営んでいた。大船渡市立日頃市小学校、大船渡市立日頃市中学校、岩手県立大船渡高等学校を経て1974年に日本大学法学部法律学科を卒業した後、在学中に書生だった縁で小沢一郎の秘書となる。

### 政界へ

#### 県議会議員時代
1987年に岩手県議会議員に当選。5期を務め県議会議長、全国議長会副会長などを歴任した。所属政党は自民党→新生党→新進党→自由党→民主党と小沢と共に行動する。
県議会議長時代は議長の諮問機関として議会改革検討委員会を設置し県議会の改革を促進、達増拓也知事誕生にも大きく貢献した。また議長として、ザ・グレート・サスケの覆面騒動において議会で「議場での覆面着用禁止の会議規則改正案」が2003年6月25日に記名投票で可否同数となった際は、岩手県議会55年ぶりの議長決裁権を行使して否決し、サスケ議員の覆面着用を認めている。

#### 参議院議員時代
第21回参議院議員通常選挙で民主党公認候補として比例区に立候補、大勝利をおさめた民主党にて初当選した。比例区から立候補した理由として岩手県選挙区から同じく民主党の平野達男が立候補するということと、比例代表は全国の有権者から選んでもらえるということがあった。
2011年、ODA削減案に反対する超党派連合のメンバーとして名を連ねた。
2012年、野田内閣の消費増税方針に反発し、7月2日に民主党に離党届を提出し、7月3日に受理された。7月11日に国民の生活が第一の結党に参加した。
2013年7月の第23回参議院議員通常選挙に、「国民の生活が第一」の流れの生活の党より比例区に立候補するが、同党からは当選者が出ず落選。
2018年11月、自民党大船渡市支部の支援を受け、大船渡市長選に立候補したが、現職の戸田公明（国民民主党推薦）に敗れ、落選。
2021年11月3日、秋の叙勲において旭日中綬章を受章。

## 政歴
- 1987年　自由民主党公認で岩手県議会議員に当選。一期目。
- 1991年　自由民主党公認で岩手県議会議員二期目。
- 1995年　新進党公認で岩手県議会議員三期目。
- 1999年　自由党公認で岩手県議会議員四期目。
- 2003年　自由党公認で岩手県議会議員五期目。
- 同年　岩手県議会議長（-2005年）。
- 2007年7月29日　第21回参議院議員通常選挙に民主党公認で比例区に立候補、初当選。
- 2013年7月21日　第23回参議院議員通常選挙に生活の党公認で比例区に立候補、落選。
- 2018年11月 大船渡市長選に立候補、落選。

## その他
- 趣味 ： 映画鑑賞・家族旅行
- 家族 ： 妻、一女